# Colom argentat
El colom argentat (Columba argentina) és una espècie d'ocell de la família dels colúmbids (Columbidae) que habita els boscos i manglars de Sumatra i algunes illes menors.